# Borrassà
Borrassà est une commune d'Espagne dans la communauté autonome de Catalogne, province de Gérone, de la comarque d'Alt Empordà

## Culture locale et patrimoine

### Lieux et monuments
- Église Saint-André de Borrassà ;
- Chapelle Sainte-Marie de Creixell.